# Campionatul European de Handbal Feminin pentru Tineret din 2021 - Echipele
Acest articol prezintă echipele care au luat parte la Campionatul European de Handbal Feminin pentru Tineret din 2021, desfășurat în Slovenia, a 13-a ediție a acestei competiții. Fiecare echipă a avut maximum 18 jucătoare, din care maximum 16 au putut fi înscrise pe foaia de joc a fiecărui meci.
Vârsta, clubul, selecțiile și golurile înscrise sunt cele valabile pe 8 iulie 2021.

## Grupa D

### România
Echipa a fost anunțată pe 6 iulie 2021.
Antrenor principal:  Horațiu Pașca
Antrenor secund:  Mihaela Evi
Antrenor pentru portari:  Mihaela Ciobanu
| Nr. | Post            | Nume                 | Data nașterii (vârsta) | Înălțime | Selecții | Goluri | Echipă                                  |
| --- | --------------- | -------------------- | ---------------------- | -------- | -------- | ------ | --------------------------------------- |
| 4   | Inter stânga    | Bianca Neacșu        | 6 ianuarie 2003        | 1,73 m   |          |        | CNE Râmnicu Vâlcea                      |
| 6   | Extremă dreapta | Andreea Coman        | 29 septembrie 2003     | 1,70 m   |          |        | CNE Râmnicu Vâlcea                      |
| 8   | Centru          | Valentina Ion        | 4 mai 2002             | 1,75 m   |          |        | SCM Craiova                             |
| 10  | Inter stânga    | Ștefania Stoica      | 24 august 2003         | 1,82 m   |          |        | CSM București                           |
| 12  | Portar          | Diana Șușnea         | 10 octombrie 2002      |          |          |        | CNE Sfântu Gheorghe / ACS Sepsi-Sic     |
| 14  | Centru          | Rebeca Necula        | 17 mai 2003            | 1,68 m   |          |        | CSM Slatina                             |
| 16  | Portar          | Raluca Rădoi         | 3 decembrie 2002       | 1,80 m   |          |        | Corona Brașov                           |
| 17  | Inter dreapta   | Alicia Gogîrlă       | 17 ianuarie 2003       | 1,83 m   |          |        | Corona Brașov                           |
| 18  | Pivot           | Sarah Darie          | 25 aprilie 2002        | 1,80 m   |          |        | Corona Brașov                           |
| 19  | Extremă stânga  | Alexandra Dumitrașcu | 4 septembrie 2002      |          |          |        | CSM București                           |
| 23  | Pivot           | Andreea Țîrle        | 2 aprilie 2002         | 1,77 m   |          |        | CNE Râmnicu Vâlcea / SCM Râmnicu Vâlcea |
| 49  | Pivot           | Andreea Ailincăi     | 15 decembrie 2003      | 1,85 m   |          |        | CNE Râmnicu Vâlcea                      |
| 55  | Extremă dreapta | Oana Borș            | 27 noiembrie 2003      | 1,71 m   |          |        | CS Minaur Baia Mare                     |
| 61  | Portar          | Clara Preda          | 23 iunie 2003          |          |          |        | CSM București                           |
| 88  | Centru          | Raissa Marin         | 25 septembrie 2003     | 1,72 m   |          |        | Corona Brașov                           |
| 89  | Extremă stânga  | Corina Lupei         | 12 iulie 2002          | 1,75 m   |          |        | CNE Râmnicu Vâlcea                      |
| 98  | Centru          | Luciana Matea        | 12 iunie 2002          |          |          |        | CSS Viitorul Cluj                       |